# Élection présidentielle lituanienne de 2004
L'élection présidentielle lituanienne de 2004 (en lituanien 2004 m. Lietuvos Respublikos Prezidento rinkimai) est la quatrième élection du président de la République de Lituanie depuis la restauration de l'indépendance du pays en 1990-91, elle a eu lieu les 13 et 27 juin 2004. Elle a été remportée par Valdas Adamkus.